# Glavá
Glavá (búlgaro: Глава̀) es un pueblo de Bulgaria perteneciente al municipio de Chervén Bryag de la provincia de Pleven.
Se ubica a orillas del río Iskar, unos 15 km al norte de la capital municipal Chervén Bryag.

## Demografía
En 2011 tiene 1290 habitantes, de los cuales el 79,92% son étnicamente búlgaros.
En anteriores censos su población ha sido la siguiente:
| Gráfica de evolución demográfica de Glavá entre 1934 y 2011 |
|                                                             |